# عبد الغفار بابا
عبد الغفار بابا (1925م – 1344هـ)، سياسي ماليزي بارز، شغل منصب نائب رئيس وزراء ماليزيا بين عامي 1986 و1993م. بدأ حياته المهنية مدرسًا في كلية السلطان إدريس للتدريب في تانجوك ماليم بولاية بيراق، وانضم إلى المنظمة الوطنية الماليزية المتحدة (أمنو) في عام 1951م. عُيّن وزيرًا أول لولاية ملقا في عام 1959م، كما تقلد رئاسة مجلس أمانة راقيات لمنظمة التنمية في عام 1967م، وهو مجلس وصاية يهدف إلى دعم السكان الأصليين، وذلك نظرًا لاهتمامه بقضايا الريف والماليزين في المناطق الريفية. 
تولى في سبعينيات القرن العشرين وزارة التنمية الريفية، وشغل منصب نائب رئيس أمنو، بالإضافة إلى كونه السكرتير العام لحزب الجبهة الوطنية (باريسان ناسيونال)، الحزب الحاكم في ماليزيا. أصبح نائب رئيس أمنو في عام 1987م.
قدم عبد الغفار استقالته من منصب نائب رئيس الوزراء في عام 1993م، وتولى خلفه أنور إبراهيم منصب نائب رئيس أمنو. وفي عام 1994م، مُنح لقب "تون"، وهو أرفع الألقاب في ماليزيا، تقديرًا لخدماته العامة المتميزة.

## روابط خارجية
- عبد الغفار بابا على موقع مونزينجر (الألمانية)